# Quatre Jours de Dunkerque 2007
La 53e édition des Quatre Jours de Dunkerque a eu lieu du 8 au 13 mai 2007 et comportait six étapes, soit 932,4 km.

## Équipes
| ProTeams (12)- La Française des jeux - Cofidis-Le Crédit par Téléphone - T-Mobile - Quick Step-Innergetic - Crédit agricole - Predictor-Lotto - Bouygues Telecom - CSC - Team Milram - Astana - Unibet.com - AG2R Prévoyance Équipes continentales professionnelles (9)- Landbouwkrediet-Tönissteiner - Skil-Shimano - Agritubel - Chocolade Jacques-Topsport Vlaanderen - Tenax-Menikini - Navigators Insurance - Wiesenhof-Felt - DFL-Cyclingnews-Litespeed - Slipstream Équipes continentales (3)- Roubaix Lille Métropole - Auber 93 - Bretagne-Armor Lux |
| |

## Étapes
| \| Dunkerque Saint-Amand-les-Eaux Caudry Arras La Bassée Cassel Steenvoorde \| Carte des villes accueillant les départs et les arrivées. |
| Dunkerque Saint-Amand-les-Eaux Caudry Arras La Bassée Cassel Steenvoorde                                                                 |

| Étape     | Date   | Villes étapes                    | type                        | Distance (km) | Vainqueur d'étape  | Leader du classement général |
| --------- | ------ | -------------------------------- | --------------------------- | ------------- | ------------------ | ---------------------------- |
| 1re étape | 8 mai  | Dunkerque – Dunkerque            | contre-la-montre individuel | 9             | Bradley Wiggins    | Bradley Wiggins              |
| 2e étape  | 9 mai  | Dunkerque – Saint-Amand-les-Eaux |                             | 190,8         | Piotr Zieliński    | David Boucher                |
| 3e étape  | 10 mai | Saint-Amand-les-Eaux – Caudry    |                             | 184,9         | Mark Cavendish     | David Boucher                |
| 4e étape  | 11 mai | Arras – Arras                    |                             | 199           | Gert Steegmans     | William Bonnet               |
| 5e étape  | 12 mai | La Bassée – Cassel               |                             | 175,7         | Matthieu Ladagnous | Dominique Cornu              |
| 6e étape  | 13 mai | Steenvoorde – Dunkerque          |                             | 173           | Mark Cavendish     | Matthieu Ladagnous           |

## Déroulement de la course
L'édition 2007 voit la participation de pointure comme Erik Zabel, mais également de l'un des chouchous des Nordistes, à savoir Cédric Vasseur. 

### 1reétape
La première étape, un prologue de 9 km, dans la ville de Dunkerque, a été remportée par Bradley Wiggins. Il prend ainsi la première place au classement général et obtient le maillot rose de leader.
| \| Classement de l'étape \| Classement de l'étape \| Classement de l'étape \| Classement de l'étape \| Classement de l'étape \| \| Coureur \| Coureur \| Pays \| Équipe \| Temps \| \| --------------------- \| --------------------- \| --------------------- \| ------------------------------- \| --------------------- \| \| 1er \| Bradley Wiggins \| Royaume-Uni \| Cofidis-Le Crédit par Téléphone \| \| |                 |             |                                 |       |
| |                 |             |                                 |       |
| |                 |             |                                 |       |
| Classement de l'étape |                 |             |                                 |       |
| Coureur | Coureur         | Pays        | Équipe                          | Temps |
| 1er | Bradley Wiggins | Royaume-Uni | Cofidis-Le Crédit par Téléphone |       |

| \| Classement général \| Classement général \| Classement général \| Classement général \| Classement général \| \| Coureur \| Coureur \| Pays \| Équipe \| Temps \| \| ------------------ \| ------------------ \| ------------------ \| ------------------------------- \| ------------------ \| \| 1er \| Bradley Wiggins \| Royaume-Uni \| Cofidis-Le Crédit par Téléphone \| \| |                 |             |                                 |       |
| |                 |             |                                 |       |
| |                 |             |                                 |       |
| Classement général |                 |             |                                 |       |
| Coureur | Coureur         | Pays        | Équipe                          | Temps |
| 1er | Bradley Wiggins | Royaume-Uni | Cofidis-Le Crédit par Téléphone |       |

### 2eétape
La seconde étape longue de 190 km 800, reliant les villes de Dunkerque et de Saint-Amand-les-Eaux, a été remportée par le Polonais Piotr Zieliński. Le maillot rose de leader revenant au Nordiste David Boucher. Les deux gagnants de cette étape étaient partis au km 20 pour une échappée de 170 km.
| \| Classement de l'étape \| Classement de l'étape \| Classement de l'étape \| Classement de l'étape \| Classement de l'étape \| \| Coureur \| Coureur \| Pays \| Équipe \| Temps \| \| --------------------- \| --------------------- \| --------------------- \| --------------------- \| --------------------- \| \| 1er \| Piotr Zieliński \| Pologne \| Bretagne-Armor Lux \| \| |                 |         |                    |       |
| |                 |         |                    |       |
| |                 |         |                    |       |
| Classement de l'étape |                 |         |                    |       |
| Coureur | Coureur         | Pays    | Équipe             | Temps |
| 1er | Piotr Zieliński | Pologne | Bretagne-Armor Lux |       |

| \| Classement général \| Classement général \| Classement général \| Classement général \| Classement général \| \| Coureur \| Coureur \| Pays \| Équipe \| Temps \| \| ------------------ \| ------------------ \| ------------------ \| ---------------------------- \| ------------------ \| \| 1er \| David Boucher \| France \| Landbouwkrediet-Tönissteiner \| \| |               |        |                              |       |
| |               |        |                              |       |
| |               |        |                              |       |
| Classement général |               |        |                              |       |
| Coureur | Coureur       | Pays   | Équipe                       | Temps |
| 1er | David Boucher | France | Landbouwkrediet-Tönissteiner |       |

### 3eétape
La troisième étape, entre Saint-Amand-les-Eaux et Caudry, a été remportée au sprint par Mark Cavendish. Le maillot rose de leader reste sur les épaules de David Boucher. 
| \| Classement de l'étape \| Classement de l'étape \| Classement de l'étape \| Classement de l'étape \| Classement de l'étape \| \| Coureur \| Coureur \| Pays \| Équipe \| Temps \| \| --------------------- \| --------------------- \| --------------------- \| --------------------- \| --------------------- \| \| 1er \| Mark Cavendish \| Royaume-Uni \| T-Mobile \| \| |                |             |          |       |
| |                |             |          |       |
| |                |             |          |       |
| Classement de l'étape |                |             |          |       |
| Coureur | Coureur        | Pays        | Équipe   | Temps |
| 1er | Mark Cavendish | Royaume-Uni | T-Mobile |       |

| \| Classement général \| Classement général \| Classement général \| Classement général \| Classement général \| \| Coureur \| Coureur \| Pays \| Équipe \| Temps \| \| ------------------ \| ------------------ \| ------------------ \| ---------------------------- \| ------------------ \| \| 1er \| David Boucher \| France \| Landbouwkrediet-Tönissteiner \| \| |               |        |                              |       |
| |               |        |                              |       |
| |               |        |                              |       |
| Classement général |               |        |                              |       |
| Coureur | Coureur       | Pays   | Équipe                       | Temps |
| 1er | David Boucher | France | Landbouwkrediet-Tönissteiner |       |

### 4eétape
La quatrième étape, seule étape se déroulant dans le Pas-de-Calais, est une boucle de 200 km au départ et à l'arrivée de la préfecture du département du Pas-de-Calais, Arras ; Gert Steegmans, échappé avec Staf Scheirlinckx et Christian Murro s'impose à l'arrivée. William Bonnet s'empare du maillot rose.
| \| Classement de l'étape \| Classement de l'étape \| Classement de l'étape \| Classement de l'étape \| Classement de l'étape \| \| Coureur \| Coureur \| Pays \| Équipe \| Temps \| \| --------------------- \| --------------------- \| --------------------- \| --------------------- \| --------------------- \| \| 1er \| Gert Steegmans \| Belgique \| Quick Step-Innergetic \| \| |                |          |                       |       |
| |                |          |                       |       |
| |                |          |                       |       |
| Classement de l'étape |                |          |                       |       |
| Coureur | Coureur        | Pays     | Équipe                | Temps |
| 1er | Gert Steegmans | Belgique | Quick Step-Innergetic |       |

| \| Classement général \| Classement général \| Classement général \| Classement général \| Classement général \| \| Coureur \| Coureur \| Pays \| Équipe \| Temps \| \| ------------------ \| ------------------ \| ------------------ \| ------------------ \| ------------------ \| \| 1er \| William Bonnet \| France \| Crédit Agricole \| \| |                |        |                 |       |
| |                |        |                 |       |
| |                |        |                 |       |
| Classement général |                |        |                 |       |
| Coureur | Coureur        | Pays   | Équipe          | Temps |
| 1er | William Bonnet | France | Crédit Agricole |       |

### 5eétape
La cinquième et avant-dernière étape, relie les villes de La Bassée et Cassel. Cette étape est composée d'un tracé plat, puis un circuit autour de la ville de Cassel et son célèbre mont. Elle est remportée par Matthieu Ladagnous. Au classement général, ce dernier n'est qu'a quelques dixièmes du nouveau maillot rose, Dominique Cornu.
| \| Classement de l'étape \| Classement de l'étape \| Classement de l'étape \| Classement de l'étape \| Classement de l'étape \| \| Coureur \| Coureur \| Pays \| Équipe \| Temps \| \| --------------------- \| --------------------- \| --------------------- \| --------------------- \| --------------------- \| \| 1er \| Matthieu Ladagnous \| France \| La Française des jeux \| \| |                    |        |                       |       |
| |                    |        |                       |       |
| |                    |        |                       |       |
| Classement de l'étape |                    |        |                       |       |
| Coureur | Coureur            | Pays   | Équipe                | Temps |
| 1er | Matthieu Ladagnous | France | La Française des jeux |       |

| \| Classement général \| Classement général \| Classement général \| Classement général \| Classement général \| \| Coureur \| Coureur \| Pays \| Équipe \| Temps \| \| ------------------ \| ------------------ \| ------------------ \| ------------------ \| ------------------ \| \| 1er \| Dominique Cornu \| Belgique \| Predictor-Lotto \| \| |                 |          |                 |       |
| |                 |          |                 |       |
| |                 |          |                 |       |
| Classement général |                 |          |                 |       |
| Coureur | Coureur         | Pays     | Équipe          | Temps |
| 1er | Dominique Cornu | Belgique | Predictor-Lotto |       |

### 6eétape
La dernière étape rend hommage au chouchou du public nordiste Cédric Vasseur. En effet le départ de l'étape a lieu dans sa ville Steenvoorde, les coureurs retournent sur la ville de Dunkerque ; à l'entrée dans la cité de Jean Bart, par le jeu des bonifications, Ladagnous s'empare du maillot rose et est proclamé vainqueur à l'arrivée. Mais la fin de l'étape, disputée sous une pluie battante, a permis à Cavendish de réaliser la passe de deux.
| \| Classement de l'étape \| Classement de l'étape \| Classement de l'étape \| Classement de l'étape \| Classement de l'étape \| \| Coureur \| Coureur \| Pays \| Équipe \| Temps \| \| --------------------- \| --------------------- \| --------------------- \| --------------------- \| --------------------- \| \| 1er \| Mark Cavendish \| Royaume-Uni \| T-Mobile \| \| |                |             |          |       |
| |                |             |          |       |
| |                |             |          |       |
| Classement de l'étape |                |             |          |       |
| Coureur | Coureur        | Pays        | Équipe   | Temps |
| 1er | Mark Cavendish | Royaume-Uni | T-Mobile |       |

## Classements finals

### Classement général final
| \| Classement général \| Classement général \| Classement général \| Classement général \| Classement général \| \| Coureur \| Coureur \| Pays \| Équipe \| Temps \| \| ------------------ \| ------------------ \| ------------------ \| ------------------------------- \| ------------------ \| \| 1er \| Matthieu Ladagnous \| France \| La Française des jeux \| 22 h 13 min 25 s \| \| 2e \| Laurent Lefèvre \| France \| Bouygues Telecom \| + 13 s \| \| 3e \| Dominique Cornu \| Belgique \| Predictor-Lotto \| + 14 s \| \| 4e \| Baden Cooke \| Australie \| Unibet.com \| + 21 s \| \| 5e \| Piet Rooijakkers \| Pays-Bas \| Skil-Shimano \| + 24 s \| \| 6e \| Lars Bak \| Danemark \| CSC \| + 26 s \| \| 7e \| Maarten Tjallingii \| Pays-Bas \| Skil-Shimano \| + 31 s \| \| 8e \| Sébastien Rosseler \| Belgique \| Quick Step-Innergetic \| + 1 min 31 s \| \| 9e \| Yann Huguet \| France \| Cofidis-Le Crédit par Téléphone \| + 2 min 33 s \| \| 10e \| Steven Tronet \| France \| Roubaix Lille Métropole \| + 2 min 59 s \| |                    |           |                                 |                  |
| |                    |           |                                 |                  |
| Sources : ProCyclingStats Cycling Quotient |                    |           |                                 |                  |
| Classement général |                    |           |                                 |                  |
| Coureur | Coureur            | Pays      | Équipe                          | Temps            |
| 1er | Matthieu Ladagnous | France    | La Française des jeux           | 22 h 13 min 25 s |
| 2e | Laurent Lefèvre    | France    | Bouygues Telecom                | + 13 s           |
| 3e | Dominique Cornu    | Belgique  | Predictor-Lotto                 | + 14 s           |
| 4e | Baden Cooke        | Australie | Unibet.com                      | + 21 s           |
| 5e | Piet Rooijakkers   | Pays-Bas  | Skil-Shimano                    | + 24 s           |
| 6e | Lars Bak           | Danemark  | CSC                             | + 26 s           |
| 7e | Maarten Tjallingii | Pays-Bas  | Skil-Shimano                    | + 31 s           |
| 8e | Sébastien Rosseler | Belgique  | Quick Step-Innergetic           | + 1 min 31 s     |
| 9e | Yann Huguet        | France    | Cofidis-Le Crédit par Téléphone | + 2 min 33 s     |
| 10e | Steven Tronet      | France    | Roubaix Lille Métropole         | + 2 min 59 s     |

### Classement par points
| Classement par points | Classement par points | Classement par points | Classement par points | Classement par points |
| Coureur               | Coureur               | Pays                  | Équipe                | Points                |
| --------------------- | --------------------- | --------------------- | --------------------- | --------------------- |
| 1er                   | Mark Cavendish        | Royaume-Uni           | T-Mobile              |                       |

### Classement de la montagne
| Classement de la montagne | Classement de la montagne | Classement de la montagne | Classement de la montagne | Classement de la montagne |
| Coureur                   | Coureur                   | Pays                      | Équipe                    | Points                    |
| ------------------------- | ------------------------- | ------------------------- | ------------------------- | ------------------------- |
| 1er                       | Bert Roesems              | Belgique                  | Predictor-Lotto           |                           |

### Classement du meilleur jeune
| Classement du meilleur jeune | Classement du meilleur jeune | Classement du meilleur jeune | Classement du meilleur jeune | Classement du meilleur jeune |
| Coureur                      | Coureur                      | Pays                         | Équipe                       | Temps                        |
| ---------------------------- | ---------------------------- | ---------------------------- | ---------------------------- | ---------------------------- |
| 1er                          | Matthieu Ladagnous           | France                       | La Française des jeux        | 22 h 13 min 25 s             |

## Évolution des classements
| Étape (Vainqueur)           | Classement général | Classement des monts | Classement par points | Classement des jeunes |
| --------------------------- | ------------------ | -------------------- | --------------------- | --------------------- |
| 1re étape Bradley Wiggins   | Bradley Wiggins    | -                    | -                     | William Bonnet        |
| 2e étape Piotr Zieliński    | David Boucher      | Piotr Zieliński      | David Boucher         | William Bonnet        |
| 3e étape Mark Cavendish     | David Boucher      | Gabriele Bosisio     | Mark Cavendish        | William Bonnet        |
| 4e étape Gert Steegmans     | William Bonnet     | Sébastien Rosseler   | Gert Steegmans        | William Bonnet        |
| 5e étape Matthieu Ladagnous | Dominique Cornu    | Bert Roesems         | Mark Cavendish        | Dominique Cornu       |
| 6e étape Mark Cavendish     | Matthieu Ladagnous | Bert Roesems         | Mark Cavendish        | Matthieu Ladagnous    |